# Ерленбах
Ерленбах (нім. Oerlenbach) — громада в Німеччині, розташована в землі Баварія. Підпорядковується адміністративному округу Нижня Франконія. Входить до складу району Бад-Кіссінген.
Площа — 33,41 км2. Населення становить 5006 ос. (станом на 31 грудня 2020).